# Blåbärskaktussläktet
Blåbärskaktussläktet (Myrtillocactus) är ett suckulent växtsläkte inom familjen kaktusväxter. 

## Beskrivning
Arter inom blåbärskaktussläktet är storväxta kaktusar och rikt grenade. De påminner på många sätt om de upprättväxande pelarkaktusarna (Cereus), men de blir däremot sällan högre än 4,5 meter och diametern kan bli cirka 10 centimeter. De har tydliga åsar, men inte så skarpt markerade som hos pelarkaktusarna. Alla har en klart blågrön färg på stammen och hos vissa arter är den blådaggig. I regel är åsarna fem till sex i antalet och areolerna sitter i normala fall med ett mellanrum på 0,5-2,5 centimeter, beroende på art. Hos blåbärskaktusen (M. geometrizans) sitter de ganska långt ifrån varandra, däremot sitter de tätt tillsammans hos M. schenckei, är mycket större och har svart filtliknande ull. De radiära taggarna är fem till åtta stycken och kraftiga, längden är mindre än l,3 centimeter. De sitter spridda och är bruna eller svarta. Den enda centraltaggen är tom kraftigare än radiärerna och står rakt ut från plantan. Den kan bli 2,5 centimeter lång och har samma färg som de radiära taggarna. Blommorna kommer ofta i klasar från areolerna på den övre delen av stammarna. Hos stora plantor är blommorna ganska små, sällan mer än 2,5 centimeter långa. De är trattformade och slår ut helt under natten och doftar mycket. Blommorna är vita, ibland med en rosa anstrykning. Frukterna är små, nästan klotformade och blå då de är mogna.

## Förekomst
Detta släkte härstammar huvudsakligen från Mexiko. Där växer de antingen på högplatåer eller i bergstrakter, speciellt i området mellan San Luis Potosí och Oaxaca. En art, M. cochal hör hemma på Kaliforniahalvön i Mexiko, medan M. eichlamii kommer från Guatemala. 